# Мулланур-Вахитово
Мулланур-Вахитово (баш. Мулланур Вәхитов) — деревня в Бижбулякском районе Башкортостана, относится к Аитовскому сельсовету.

## История
Название происходит от имени Мулланура Вахитова.
Статус деревня, сельского населённого пункта, посёлок получил согласно Закону Республики Башкортостан от 20 июля 2005 года N 211-з «О внесении изменений в административно-территориальное устройство Республики Башкортостан в связи с образованием, объединением, упразднением и изменением статуса населенных пунктов, переносом административных центров».

## Географическое положение
Расстояние до:
- районного центра (Бижбуляк): 27 км,
- центра сельсовета (Аитово): 6 км,
- ближайшей ж/д станции (Приютово): 67 км.

## Население
| 2002 | 2009 | 2010 |
| ---- | ---- | ---- |
| 36   | ↘32  | ↘25  |

Национальный состав
Согласно переписи 2002 года, преобладающие национальности — башкиры (56 %), татары (44 %).